# Триселенид дихрома
Триселенид дихрома — бинарное неорганическое соединение
селена и хрома
с формулой Cr2Se3,
кристаллы.

## Получение
- Сплавление стехиометрических количеств чистых веществ:

{\displaystyle {\mathsf {3Se+2Cr\ {\xrightarrow {800^{o}C}}\ Cr_{2}Se_{3}}}}

## Физические свойства
Триселенид дихрома образует кристаллы нескольких модификаций:
- тригональная сингония, пространственная группа R 3, параметры ячейки a = 0,62533 нм, c = 1,7316 нм, Z = 6;
- тригональная сингония, параметры ячейки a = 0,3405 нм, c = 0,5774 нм, Z = 1 [1][2].

Соединение образуется по перитектической реакции при температуре ≈800°C.